# Andy Sutcliffe
Andy Sutcliffe   (Mildenhall, 9 de maig de 1947 - Pluckley, 13 de juliol de 2015) va ser un pilot de curses automobilístiques britànic que va arribar a disputar curses de Fórmula 1.

## A la F1
Andy Sutcliffe va debutar a la desena cursa de la temporada 1977 (la 28a temporada de la història) del campionat del món de la Fórmula 1, disputant el 16 de juliol del 1977 el G.P. de Gran Bretanya al circuit de Silverstone.
Va participar en una única cursa puntuable pel campionat de la F1, no aconseguint classificar-se per disputar la cursa i no assolí cap punt pel campionat del món de pilots.

## Resultats a la Fórmula 1
| Any  | Equip      | Xassís | Motor    | 1   | 2   | 3   | 4     | 5   | 6   | 7   | 8   | 9   | 10      | 11  | 12  | 13  | 14  | 15  | 16  | 17  | Posició | Punts |
| ---- | ---------- | ------ | -------- | --- | --- | --- | ----- | --- | --- | --- | --- | --- | ------- | --- | --- | --- | --- | --- | --- | --- | ------- | ----- |
| 1977 | RAM Racing | March  | Cosworth | ARG | BRA | SUD | O.USA | ESP | MON | BEL | SUE | FRA | GBR NVQ | ALE | AUT | HOL | ITA | USA | CAN | JAP | -       | 0     |

### Resum
| Curses: | Victòries: | Pòdiums: | Poles: | Voltes ràpides: | Punts: |
| ------- | ---------- | -------- | ------ | --------------- | ------ |
| 1 (0)   | 0          | 0        | 0      | 0               | 0      |